# سيغارد بارلينج
سيغفارد إيمانويل بارلينج (26 مارس 1930 – 17 سبتمبر 2016) كان لاعب كرة قدم سويدي. كما لعب هوكي الجليد والباندي.
بارلينج هو اللاعب الوحيد من نادي يورغوردينس الذي لعب نهائي كأس العالم. توفي في 17 سبتمبر 2016 عن عمر يناهز 86 عامًا.

## الإنجازات
يورغوردينس
- الدوري السويدي الممتاز: 1954–55، 1959